# 亞歷山德羅斯·齊奧利斯
亞歷山德羅斯·齊奧利斯（希臘語：Αλέξανδρος Τζιόλης；1985年2月13日—）是一位希臘足球運動員。在場上的位置是防守型中場。他也代表希臘國家足球隊參賽並且參加了2014年世界杯足球賽。